# بلبلی (لامرد)
بَلبَلی روستای کوچکی از توابع بخش علامرودشت در شهرستان لامرد در جنوب استان فارس ایران است.

## جمعیت
این روستا در دهستان کهنویه قرار دارد و بر اساس سرشماری مرکز آمار ایران در سال ۱۳۹۰، جمعیت آن ۸۷ نفر (۲۰ خانوار) بوده‌است.